# آزادراه شمالی کرج

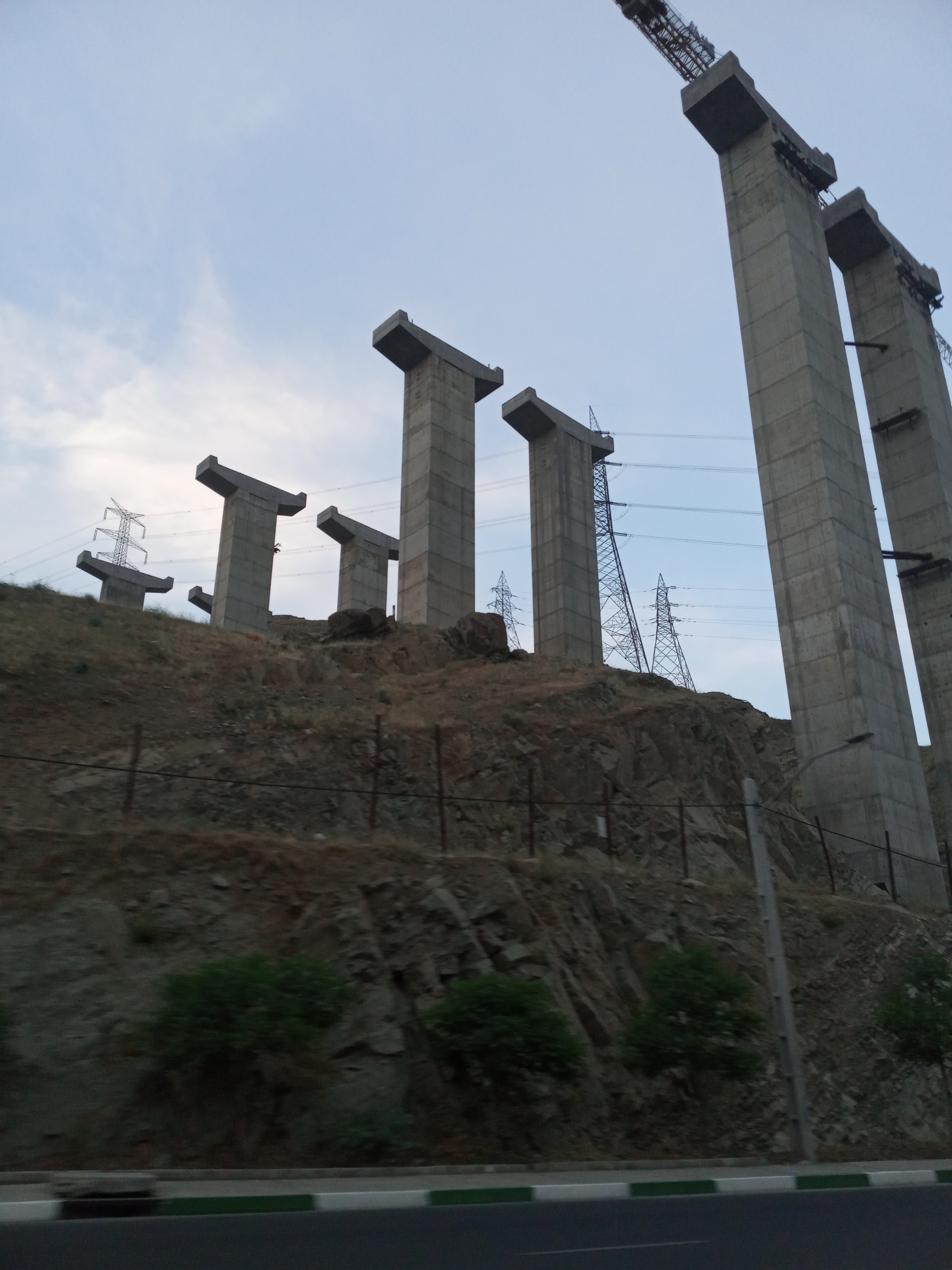
پایه های پل B1 بزرگراه شمالی کرج_ابتدای جاده چالوس

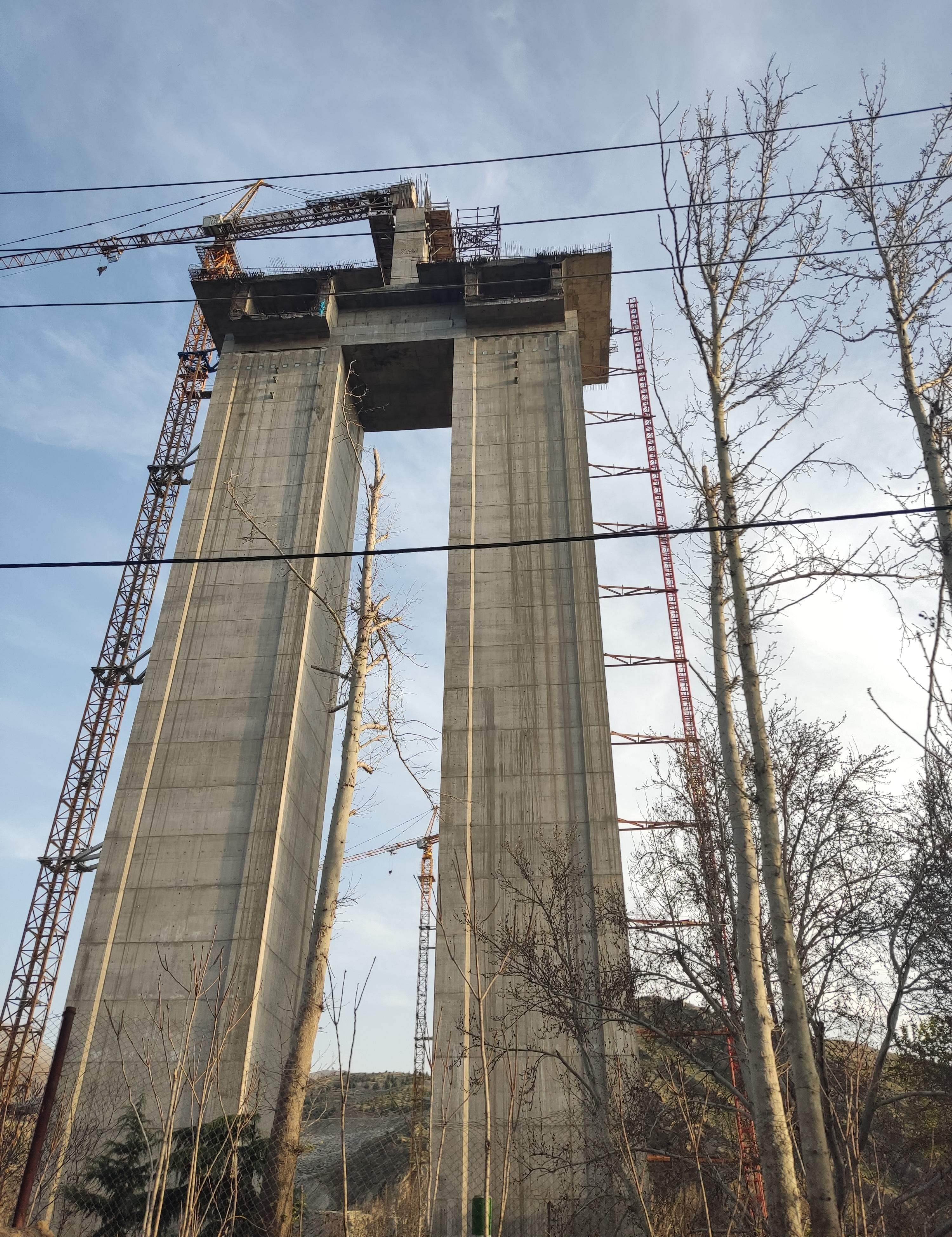
ستون‌های پل بی۱ در ابتدای جاده چالوس، این پل پس از تکمیل دومین پل بلند ایران و اولین پل بلند ایران با سازه بتنی خواهد شد

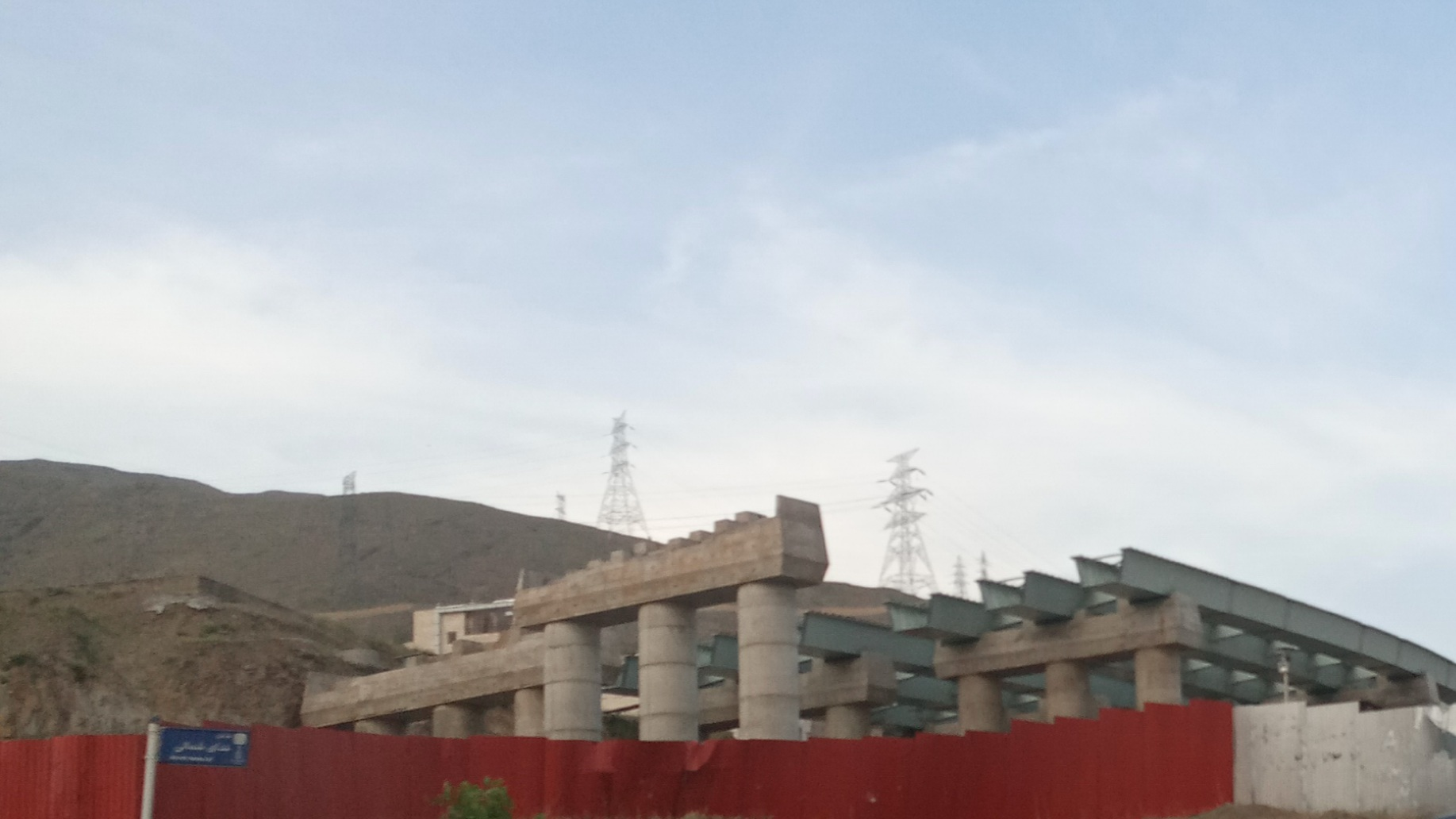
بخشی از بزرگراه شمالی کرج در عظیمیه

آزادراه کنارگذر شمالی کرج با نام بزرگراه شهید سلیمانی، دومین بزرگراه درون‌شهری کرج و یکی از بزرگترین پروژه‌های شهری کرج می‌باشد. این بزرگراه از ادامه آزادراه شهدای البرز در تقاطع با ابتدای جاده چالوس (بلوار جانبازان)، شروع و در خیابان خوارزمی حصارک به پایان می‌رسد. البته در سال ۱۴۰۴ قرار است به آزادراه کرج- قزوین وصل شود.
این پروژه دردست احداث ۱۱ تقاطع و ۱۹ پل دارد. دومین پل بلند کشور بعد از پل لالی خوزستان در این بزرگراه با ارتفاع ۱۳۲ متر در حال ساخت است.
این پروژه در سال ۱۳۹۵ در کرج با اعتبار هزار میلیارد تومان آغاز شد و فاز اول آن به طول ۱۷٫۵کیلومتر در حال احداث است.همچنین پیمانکار این پروژه، شرکت سازه‌های آذران می‌باشد.
پیش‌بینی شده پل B1 (بیلقان) که برروی ابتدای جاده چالوس (بلوار جانبازان) و رودخانه کرج در حال احداث است می‌تواند نماد شهری مناسبی برای کلان‌شهر کرج باشد.

## افتتاح و بهره‌برداری
بخش نخست و میانی این آزادراه به‌طول ۷‌.۶ کیلومتر از تقاطع طالقانی (بام کرج) در شرق کرج تا تقاطع انقلاب، با نام بزرگراه سلیمانی در تاریخ ۱۷ آذر ۱۴۰۲ توسط سید ابراهیم رئیسی رئیس‌جمهور وقت ایران افتتاح شد. بخش دوم این طرح نیز به‌طول حدود ۸‌.۵ کیلومتر از تقاطع انقلاب تا تقاطع خوارزمی در غرب کرج، در تاریخ ۱۶ مرداد ۱۴۰۴ با حضور استاندار البرز به بهره‌برداری آزمایشی رسید.
در حال حاضر بخش افتتاح شده این بزرگراه از انتهای بلوار طالقانی شمالی در نزدیکی بام کرج آغاز شده و با عبور از کنار شهرک فراز و دانشگاه‌های علوم پزشکی البرز و پیام نور کرج، تقاطع بلوار ارس، تقاطع بلوار انرژی اتمی، تقاطع بلوار انقلاب اسلامی، دهکده گردشگری باغستان و شهرک‌های بیدارچشمه و البرز ۳، به تقاطع بلوار خوارزمی در حصارک کرج رسیده و پایان می‌یابد.

## مسیر
| از شرق به غرب | از شرق به غرب                                             | از شرق به غرب |
| ------------- | --------------------------------------------------------- | ------------- |
| در دست احداث  |                                                           |               |
|               | بلوار طالقانی بطرف کرج-مرکز شهر                           |               |
|               | بلوار ارس بطرف کرج-مرکز شهر                               |               |
|               | بلوار انرژی اتمی شرق بطرف محمودآباد غرب بطرف کرج-مرکز شهر |               |
|               | بلوار انقلاب بطرف کرج-مرکز شهر                            |               |
|               | بلوار ظفر بطرف کرج-مرکز شهر                               |               |
|               | خیابان دانشسرا بطرف دانشگاه خوارزمی-کرج-مرکز شهر          |               |
| در دست احداث  |                                                           |               |
| از غرب به شرق |                                                           |               |